# Liste der Monuments historiques in Guipel
Die Liste der Monuments historiques in Guipel führt die Monuments historiques in der französischen Gemeinde Guipel auf.

## Liste der Objekte
| Bezeichnung | Beschreibung           | Standort                       | Kennzeichnung | Schutzstatus | Datum | Bild |
| ----------- | ---------------------- | ------------------------------ | ------------- | ------------ | ----- | ---- |
| Taufbecken  | Stein, 16. Jahrhundert | in der Kirche St-Martin (Lage) | PM35000251    | Inscrit      | 1919  |      |